# Vlajka Kaliningradské oblasti

Vlajka Kaliningradské oblasti
Poměr stran: 2:3

Vlajka Kaliningradské oblasti, jedné z oblastí Ruské federace, je tvořena listem o poměru stran 2:3 se třemi vodorovnými pruhy, červeným, žlutým a modrým, o poměru šířek 3:1:3. V horním (červeném) pruhu v žerďovém rohu je vyobrazena stříbrná pevnost ze znaku, s monogramem Alžběty Petrovny, ruské carevny v letech 1741–1762.

## Historie
Kaliningradská oblast byla vytvořena po 2. světové válce zabráním území patřícímu Prusku (severní část Východního Pruska).
15. listopadu 2005 projednala oblastní vláda vítězný návrh na symboly oblasti (kromě vlajky i znak) Michaila Medveděva, který doporučil gubernátor oblasti (zřejmě Georgij Valentinovič Boos) k široké diskuzi. Vítězný návrh vlajky, tvořené modrým listem o poměru stran 2:3 se žlutým ondřejským křížem, však nebyl oblastní dumou schválen.
Konečný návrh symbolů oblasti byl schválen v květnu 2006. 9. června 2006 byl schválen oblastní zákon č. 16 „O znaku a vlajce Kaliningradské oblasti”, vlajka byla popsána v článku č. 5. Předkladatelem zákona byl Michail Andrejev, ministr kultury oblastní vlády.

## Vlajka gubernátora Kaliningradské oblasti
Vlajka gubernátora Kaliningradské oblasti vznikla v roce 2010 a poprvé užita při inauguračním ceremoniálu gubernátora Nikolaje Nikolajeviče Cukanova.

Vlajka gubernátora Kaliningradské oblasti Poměr stran: 1:1

## Vlajky okruhů a rajónů oblasti

Členění Kaliningradské oblasti

Kaliningradská oblast se člení na 10 městských okruhů a 12 rajónů.
Města

Kaliningrad (1) Poměr stran: 2:3
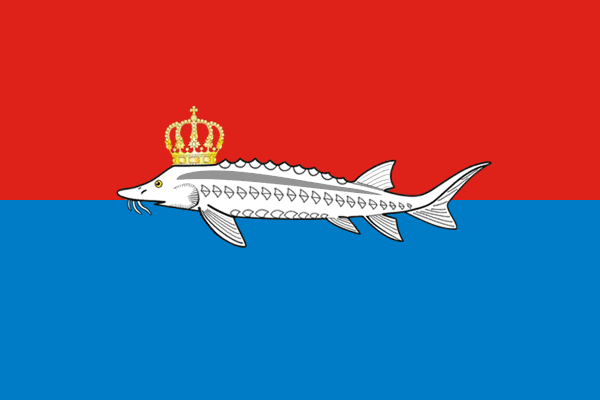
Baltijsk (2) Poměr stran: 2:3
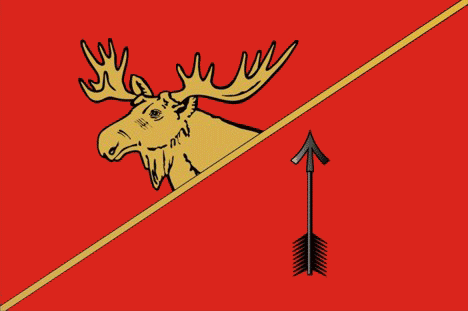
Gusev (13) Poměr stran: 2:3
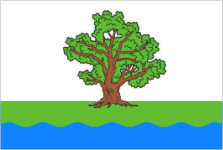
Laduškin (3) Poměr stran: 2:3
Mamonovo (4) Poměr stran: 2:3
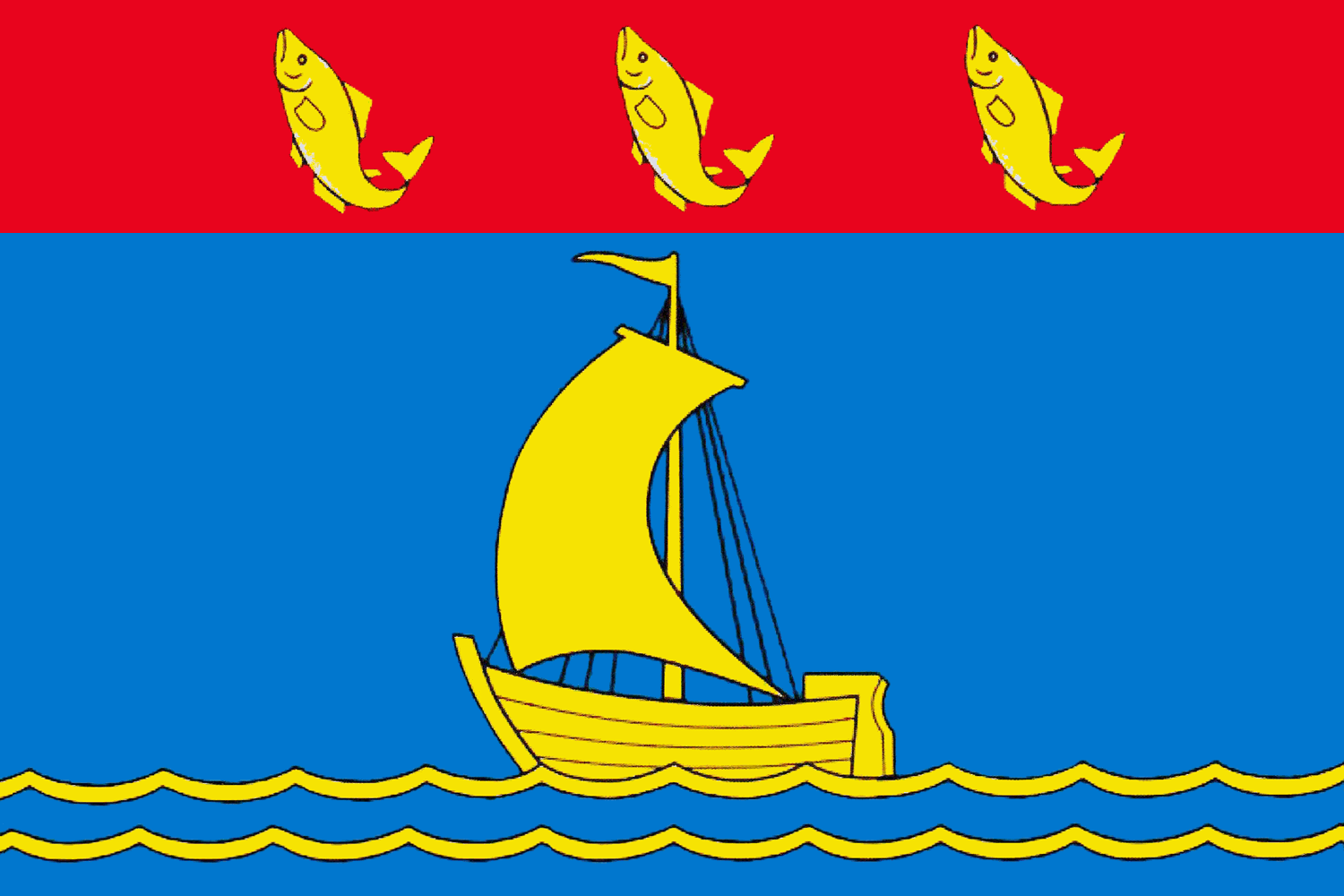
Pioněrskij (5) Poměr stran: 2:3
Svetlyj (6) Poměr stran: 2:3
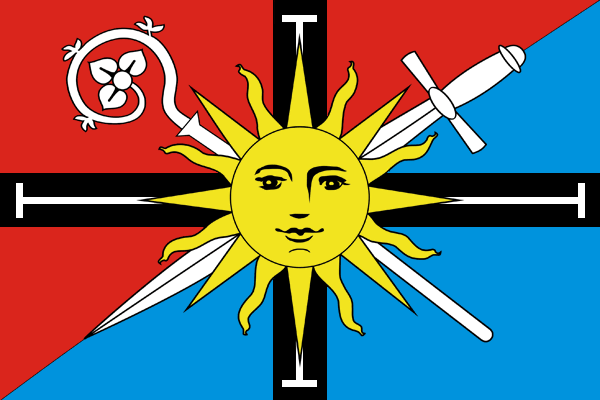
Svetlogorsk (7) Poměr stran: 2:3
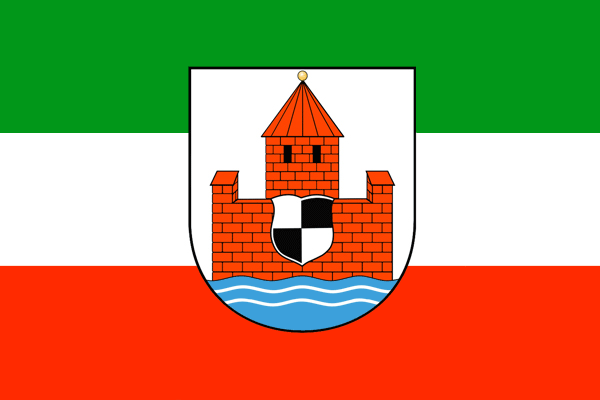
Sovětsk (8) Poměr stran: 2:3
Jantarnyj (9) Poměr stran: 2:3

Rajóny

Bagrationovský rajón (10) Poměr stran: 2:3
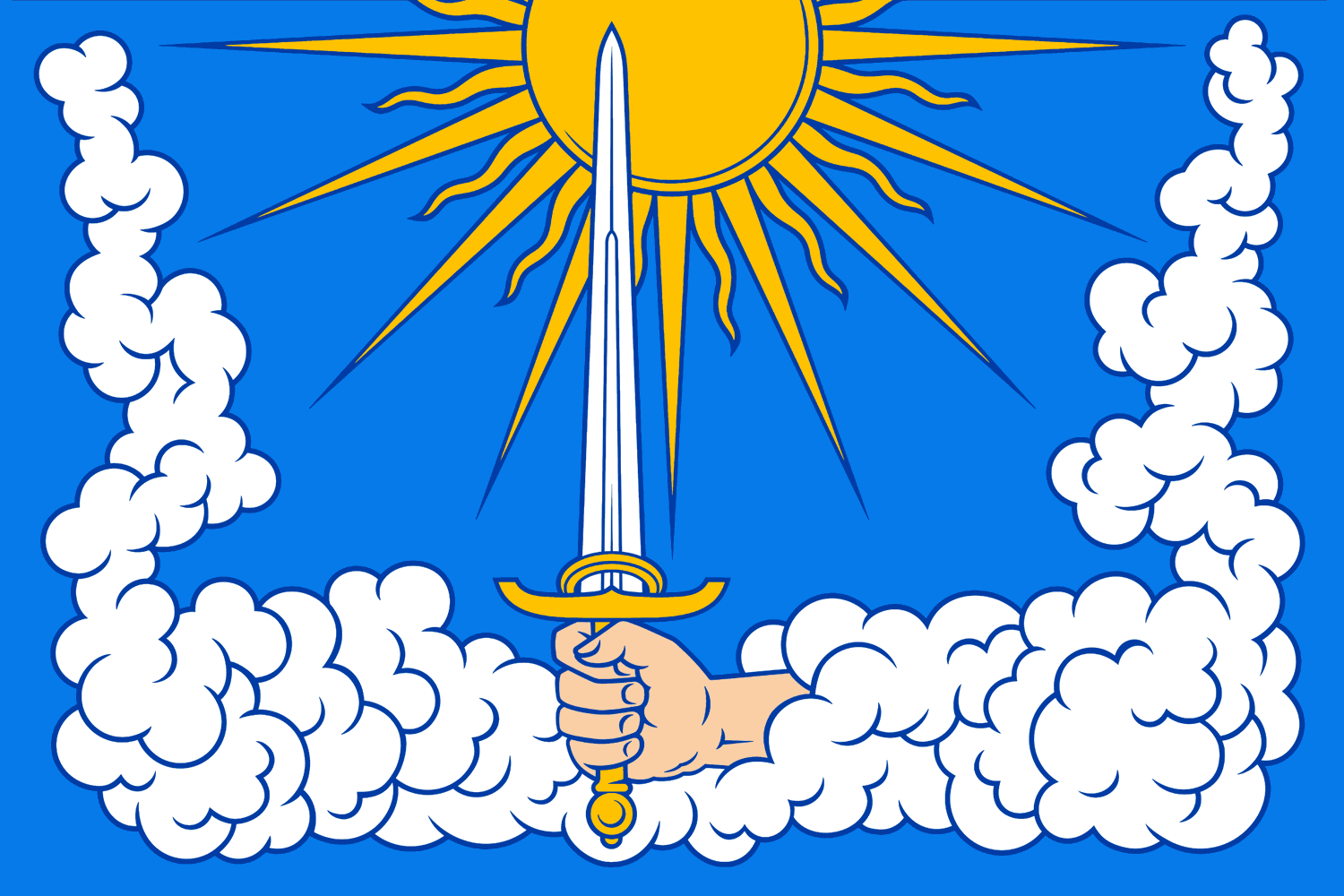
Gvardějský rajón (11) Poměr stran: 2:3
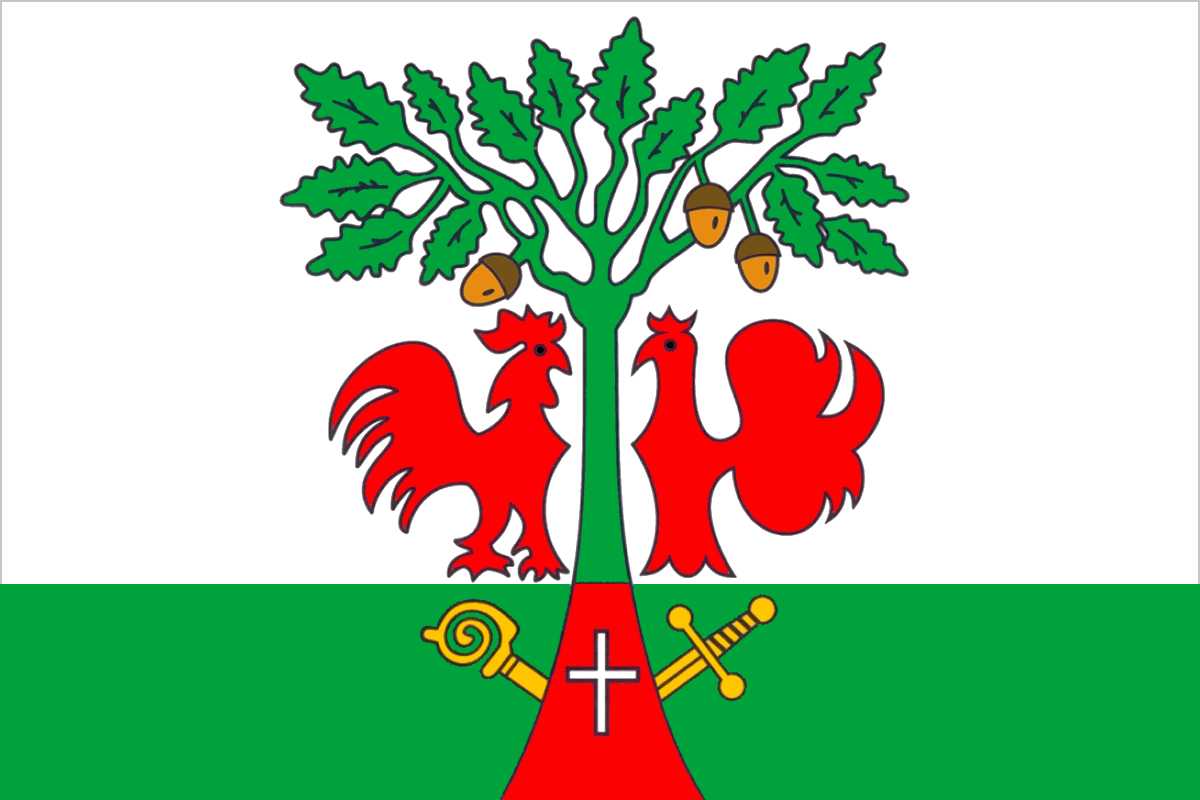
Gurjevský rajón (12) Poměr stran: 2:3
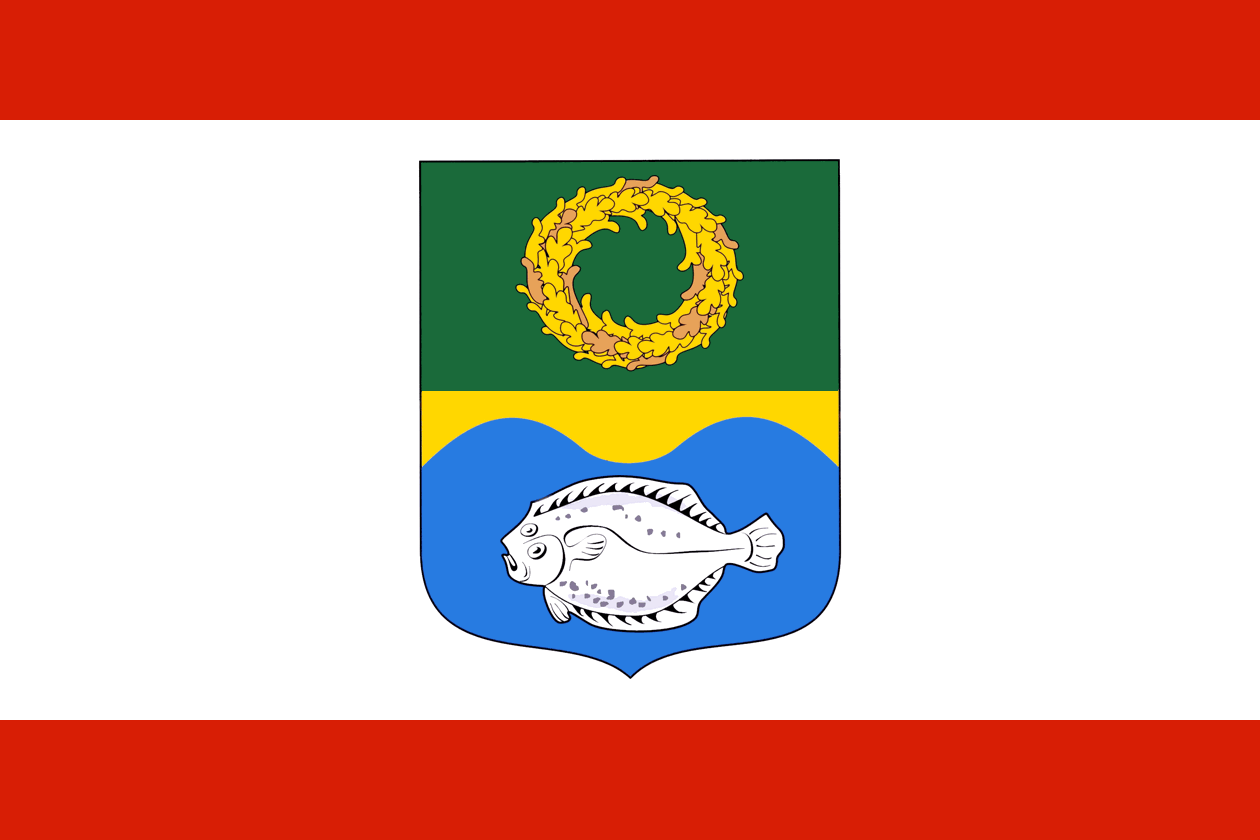
Zelenogradský rajón (14) Poměr stran: 2:3
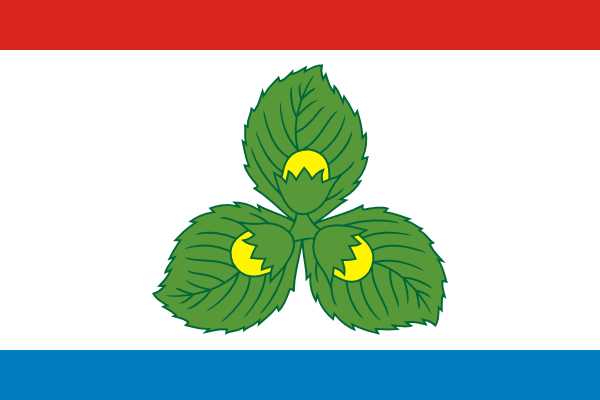
Krasnoznamenský rajón (15) Poměr stran: 2:3
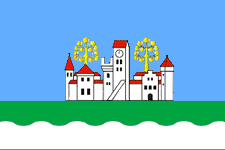
Němanský rajón (16) Poměr stran: 2:3
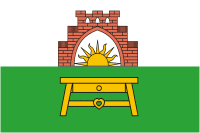
Nestěrovský rajón (17) Poměr stran: 2:3
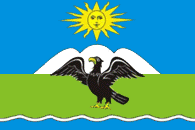
Ozjorský rajón (18) Poměr stran: 2:3
Polesský rajón (19) Poměr stran: 2:3
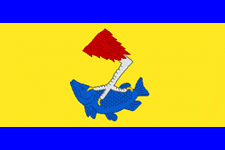
Pravdinský rajón (20) Poměr stran: 2:3
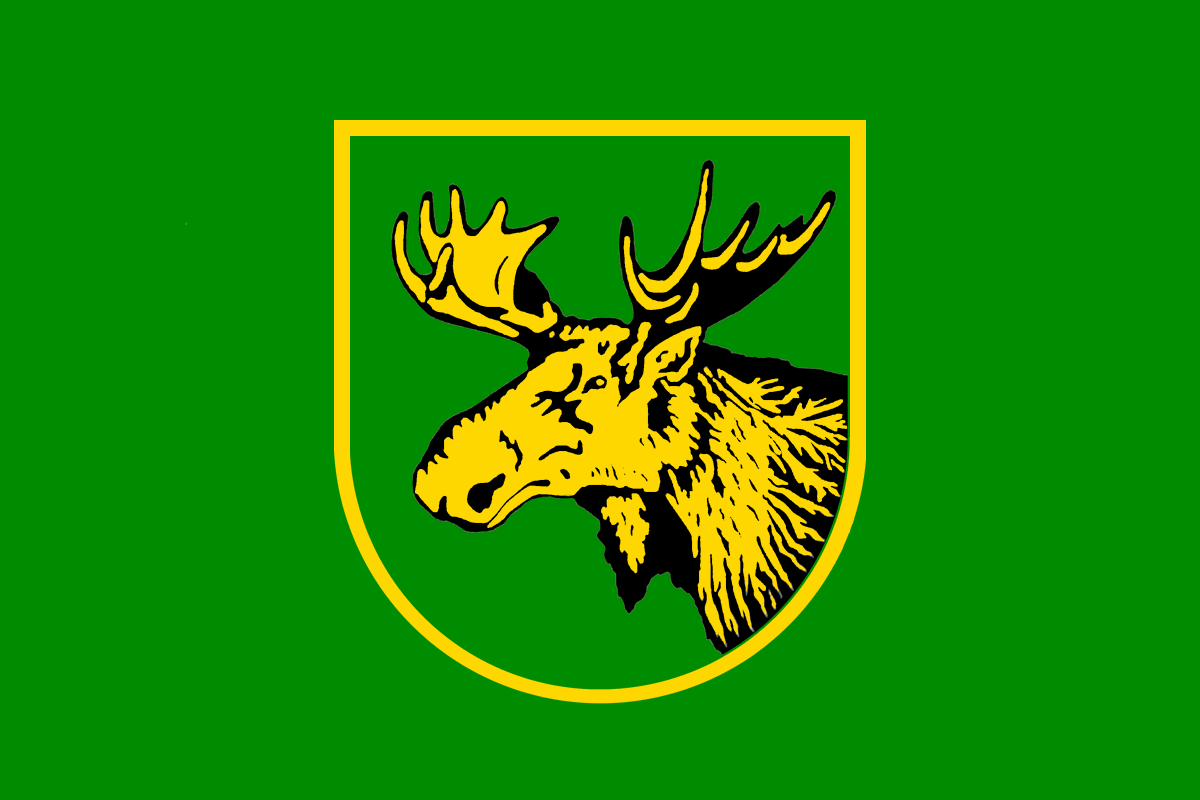
Slavský rajón (21) Poměr stran: 2:3
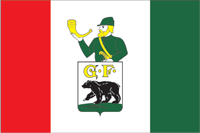
Čerňachovský rajón (22) Poměr stran: 2:3